# NATO 핵기획그룹
NATO 핵기획그룹(NATO Nuclear Planning Group, NPG)은 1966년 12월에 설립되었다.

## 구조
NPG에는 3가지 주요 레벨이 있다. 맨 위는 장관급이다. 장관급 레벨은 NPG 참여국의 국방장관으로 구성되며, NATO 사무총장인 Jens Stoltenberg가 의장을 맡는다.
회의에서 그들은 핵기획과 관련된 문제를 논의하고 NPG의 하위 레벨에서 수행한 작업을 검토 및 논의하며 NPG의 향후 계획을 고려한다.
NATO의 군사적 측면과 관련하여, NATO 군사위원회 의장은 종종 각료 회의에 참여한다.

## 대한민국
"나토 핵기획그룹(NPG)처럼 ‘아시아 핵기획그룹(ANPG, Asian Nuclear Planning Group)’을 창설해야 한다." 한미일 3국과 유럽의 전직 외교안보 최고위급 관리들이 최근 조 바이든 미국 행정부에 보낸 정책제안 연구보고서에 포함된 내용이다. ‘핵확산 방지와 미국의 동맹국들에 대한 안전보장’이란 제목의 이 연구보고서는 2021년 2월 12일 한국국가전략연구원(KRINS)(원장 한민구 전 국방장관)에 의해 국내 정부기관과 연구소, 국회, 언론 등에 공개됐다.
척 헤이글 전 미국 국방장관과 케빈 러드 전 호주 총리, 말콤 리피킨드 전 영국 외무·국방장관이 공동의장을 맡은 ‘미국의 동맹국들과 핵무기 확산 문제에 관한 특별연구회(TF)’에는 이상희 전 국방장관, 윤병세 전 외교장관, 노부야스 아베 전 일본 원자력위원회 위원장 등 아시아와 유럽 전직 고위관리들이 참여했다.
2022년 11월 3일, 이종섭 국방장관은 "흔히 NPG를 좋다고 하면서 우리도 그렇게 해야 한다고 주장한다. 하지만 미측에서는 우리의 한미안보협의회의(SCM)이 NPG보다 효율적이라고 평가한다. SCM의 효용성은 굉장히 크고 중요하다"고 말했다. NPG는 미국을 포함해 나토 29개국 국방장관이 모여서 회의를 하지만, 한미안보협의회의(SCM)은 한국과 미국 국방장관 단 둘이서 만나 한반도의 안보문제에 대한 회의를 한다.

## 같이 보기
- 나토식 핵공유
- 한국형 핵공유